# Das EFX
Das EFX est un groupe de hip-hop américain, originaire de Petersburg, en Virginie. Il se compose des rappeurs Dray et Skoob. Ils se surnomment DAS, un acronyme pour « Dray and Skoob », et « EFX » qui signifie en anglais effects. Leur popularité s'accroit au début des années 1990 grâce à leur affiliation avec la Hit Squad d'EPMD, et les paroles conscientes du groupe seront l'une des caractéristiques distinctes qui influenceront la scène hip-hop.

## Biographie
Skoob, originaire de Brooklyn, à New York, et Dray, originaire de Teaneck dans le New Jersey, se rencontrent à l'Université de Virginie en 1988 et sont découverts par le groupe EPMD durant un concours de rap. Ils signent par la suite au label discographique East West, et commencent à travailler sur leur premier album, communiquant avec EPMD par courrier entre la Virginie et New York. Le 7 avril 1992, le duo sort son premier album studio, Dead Serious, qui se classe à la première place du Top R&B/Hip-Hop Albums et est certifié disque de platine aux États-Unis, le 9 février 1993, par la RIAA. Les singles Mic Checka et They Want EFX, quant à eux, sont classés premier du Hot R&B/Hip-Hop Songs. En 1998, le magazine The Source classe Dead Serious parmi les « 100 meilleurs albums de rap ».
Le 16 novembre 1993, Das EFX publie Straight Up Sewaside, certifié disque d'or,. Il atteint la sixième place du Top R&B/Hip-Hop Albums et la 20e place du Billboard 200. Les singles extraits de l'album, Baknaffek, Kaught In Da Ak et Freakit atteignent également les classements. Le duo participe également au single à succès Check Yo Self d'Ice Cube, qui atteint la 20e place du Hot 100, et la première des Hot Rap Songs. Il atteint également la 36e place du UK Singles Chart en août 1993 et dénombre un million d'exemplaires vendus aux États-Unis.
En 1995, le groupe se retrouve au cœur de la séparation d'EPMD ; cela mène à trois ans d'absence. Ils reviennent le 24 mars 1998, avec Generation EFX. L'album atteint la 10e place du Top R&B/Hip-Hop Albums et la 48e du Billboard 200. Depuis la publication de l'album, le groupe reste silencieux. 
Après une longue pause, le groupe participe à la tournée internationale de DJ Rondevu en 2006. En 2007, le duo participe à un remix du titre Where are They Now de Nas. Il part en tournée en 2010, puis se lance dans un nouvel album.

## Discographie

### Albums studio
- 1992 : Dead Serious
- 1993 : Straight Up Sewaside
- 1995 : Hold It Down
- 1998 : Generation EFX
- 2003 : How We Do

### Compilation
- 2001 : The Very Best of Das EFX

### Featurings
- EPMD : Business Never Personal?, Back in Business, Shade Business, Business Is Business
- Ice Cube : The Predator, Check Yo Self
- KRS-One : KRS-One, Represent the Real Hip Hop
- Funkmaster Flex : The Mix Tape, Vol. 2: 60 Minutes of Funk
- Compilation artistes divers : Maximum Rap
- Cash Brown featuring P-Dap & Das EFX : Leave It Alone
- Chubb Rock : The Mind
- DJ Rectangle : Ill Rated
- Compilation artistes divers : MTV Party to Go, Vol. 4
- Redman : Rap Scholar
- Soulkast featuring Das EFX & Brahi : We Live Hip Hop